# Пад Антиохије
Пад кнежевине Антиохије одиграо се 1268. године и означава крај једне од најважнијих крсташких држава. Египатски султан Бајбарс освојио је Антиохију.

## Опсада
Завршетком монголске најезде и смрћу кана Хулагуа (8. фебруар 1265), египатском султану Бајбарсу остале су слободне руке за борбу против крсташа. Бајбарсови главни удари дошли су 1268. године Најпре је пала Јафа (7. март), онда веома јак замак Бофорт (5. април), па опет веома јако утврђење Темплара Банијас (26. април). Дана 1. маја Бајбарс креће на грофовију Триполи. Овим градом, као и кнежевином Антиохијом, владао је гроф Боемунд VI од Антиохије. Боемунд се сконцентрисао на одбрану Триполија. Бајбарс мења смрт и напада Антиохију 14. маја. Град се скоро није ни бранио. Освојен је за 2 дана. Скоро сви становници били су побијени (њих око 100.000). Исечен је и целокупни гарнизон иако се предао (16.000). Била је то страховита освета за покољ кога су крсташи извршили давне 1098. године приликом освајања Антиохије. Бајбарс је био опчињен Саладином и желео је да доврши оно што је овај започео. То ће му и успети.
Након што је освојио Антиохију, Бајбарс је Боемунду послао писмо:
"Буди срећан што ниси видео своје витезове како леже под копитима коња, своје палате спаљене, како се око ваших жена цењкају, а онда их плаћају новцем кога су узели из твоје ризнице“.
Биле су то страховите сцене, али и један нови ислам кога је пропагирао султан Бајбарс. Све је рађено хладно и прорачунато са једином намером да се хришћани буквално истребе.